# 토요타 가주 레이싱
토요타 가주 레이싱(Toyota Gazoo Racing, TGR)은 일본의 자동차 제조사인 토요타 자동차의 모터스포츠 부문이다. 모터스포츠 경주뿐만 아니라 토요타의 스포츠와 성능 부문 하위 브랜드에 사용되는 기술을 개발한다. 국제 자동차 연맹의 월드 랠리 챔피언십에 출전하는 토요타 가주 레이싱 월드 랠리 팀(Toyota Gazoo Racing World Rally Team, TGR WRT)이 있으며, FIA 세계 내구 선수권 대회, 월드 랠리 레이드 챔피언십 등에 참가하고 있다.

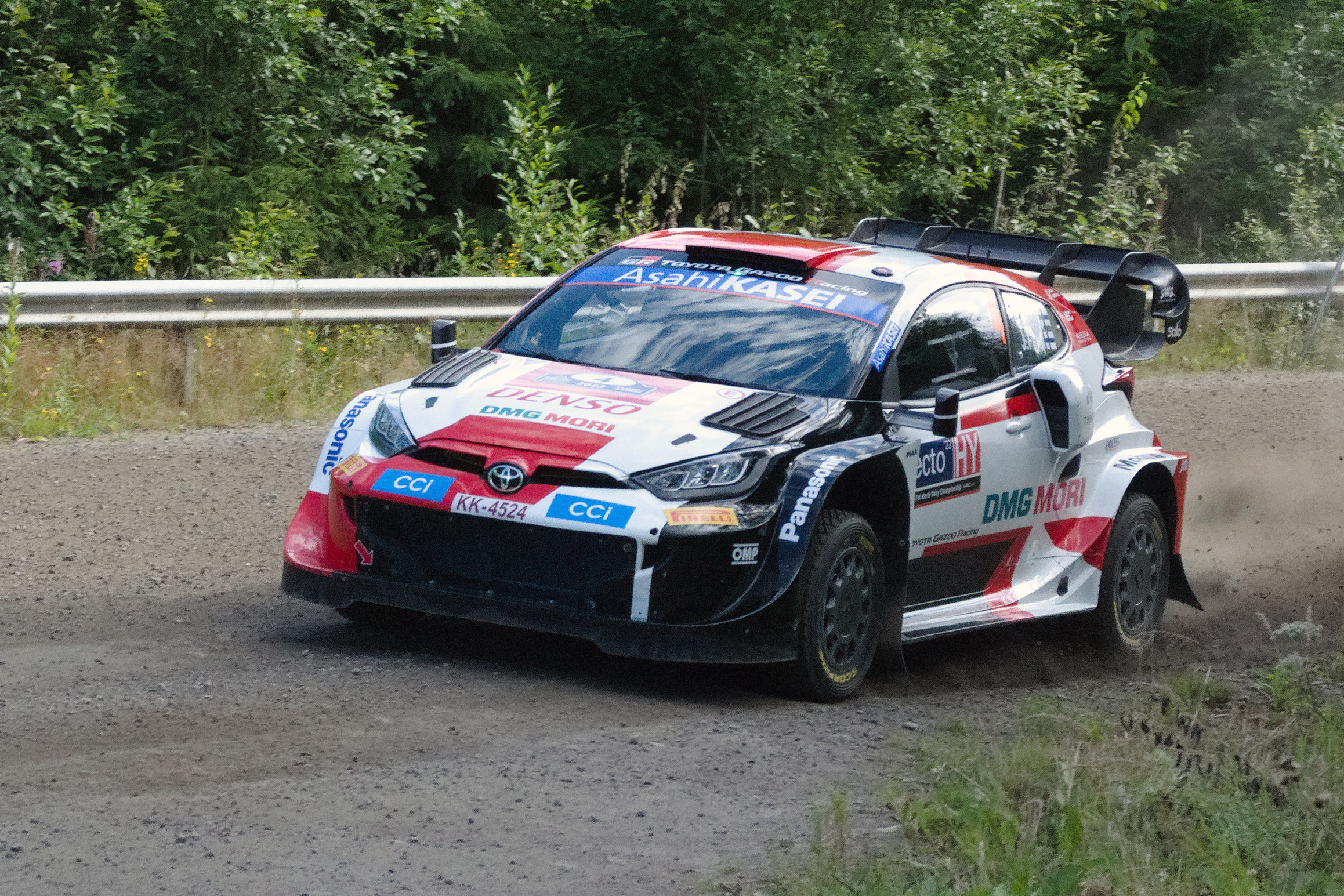
2022년 핀란드 랠리에서 토요타 GR 야리스 랠리1을 주행 중인 에사페카 라피